# Alfredo Serrai
Alfredo Serrai (Rovigno, 20 novembre 1932) è un bibliografo italiano, professore emerito di Bibliografia e Storia delle biblioteche all'Università degli Studi di Roma.

## Biografia
Dopo un'esperienza come bibliotecario culminata nella direzione della Biblioteca Casanatense dal 1976 al 1979 e della Biblioteca universitaria Alessandrina dal 1979 al 1980, è stato docente ordinario presso l'Università "La Sapienza" di Roma, Scuola speciale per archivisti e bibliotecari e di quest'ultima ha rivestito il ruolo di preside dal 1987-88 al 1989-90. Fu fondatore e direttore dal 1984 al 1998 (anno della sua cessazione) della rivista Il bibliotecario. Nel 2002 ha fondato la rivista Bibliotheca, da lui diretta fino al 2007, anno in cui ne cessa la pubblicazione. Nel 2008 riprende la direzione della rivista Il bibliotecario, cui dà inizio alla terza serie, conclusa nel 2011. La sua opera principale resta la monumentale Storia della bibliografia, pubblicata in undici volumi dal 1988 al 2001 presso l'editore Bulzoni di Roma. È autore di decine di importanti libri pubblicati presso Sylvestre Bonnard, Forum, Olschki, Sansoni, Bottega d'Erasmo, Istituto Poligrafico e Zecca dello Stato, Editrice Bibliografica.

## Opere principali
- Biblioteconomia come scienza: introduzione ai problemi e alla metodologia, Firenze, Olschki, 1973
- Le classificazioni: idee e materiali per una teoria e per una storia, Firenze, Olschki, 1977
- Guida alla biblioteconomia, Firenze, Sansoni, 1983
- Ricerche di biblioteconomia e di bibliografia, Firenze, La nuova Italia, 1983
- Dalla informazione alla bibliografia: la professione bibliotecaria, Milano, Bibliografica, 1984
- Storia della bibliografia (11 volumi in 13 tomi: I-IX; X/1-2; XI/1-2): 1. Bibliografia e Cabala; Le enciclopedie rinascimentali (1). - 2. Le enciclopedie rinascimentali (2); Bibliografi universali. - 3. Vicende e ammaestramenti della 'Historia literaria'. - 4. Cataloghi a stampa; Bibliografie teologiche; Bibliografie filosofiche; A. Possevino. - 5. Trattatistica biblioteconomica. - 6. La maturità disciplinare. - 7. Storia e critica della catalogazione bibliografica / a cura di Gabriella Miggiano. - 8. Sistemi e tassonomie / a cura di Marco Menato. - 9. Manualistica, didattica e riforme nel sec. XVIII / a cura di Vesna Stunic. - 10/I-II. Specializzazione e pragmatismo: i nuovi cardini della attività bibliografica. - 11/I-II. Indici volumi I-X, Roma, Bulzoni, 1988-2001
- Conrad Gesner, Roma, Bulzoni, 1990
- Analecta libraria: temi di critica bibliografica e di storia bibliotecaria, Roma, Bulzoni, 2000
- La biblioteca di Lucas Holstenius, Udine, Forum, 2000
- Flosculi bibliographici, Roma, Bulzoni, 2001
- Il cimento della bibliografia, Milano, Sylvestre Bonnard, 2001
- Bernardino Baldi: la vita, le opere, la biblioteca, Milano, Sylvestre Bonnard, 2002
- Angelo Rocca: fondatore della prima biblioteca pubblica europea, Milano, Sylvestre Bonnard, 2005
- Profilo di storia della bibliografia, (con Fiammetta Sabba), Milano, Sylvestre Bonnard, 2005
- Phoenix Evropae': Juan Caramuel y Lobkowitz in prospettiva bibliografica, Milano, Sylvestre Bonnard, 2005
- Breve storia delle Biblioteche in Italia, Milano, Sylvestre Bonnard, 2006
- La biblioteca di Aldo Manuzio il Giovane, Milano, Sylvestre Bonnard, 2007
- La biblioteca Altempsiana, ovvero Le raccolte librarie di Marco Sittico III e del nipote Giovanni Angelo Altemps, Roma, Bulzoni, 2008
- La ricostruzione della biblioteca Durantina, Urbino, Quattro Venti, 2009
- Natura elementi e origine della bibliografia in quanto mappa del sapere e delle lettere, Roma, Bulzoni, 2010. ISBN 978-88-7870-454-1